# Cubitière

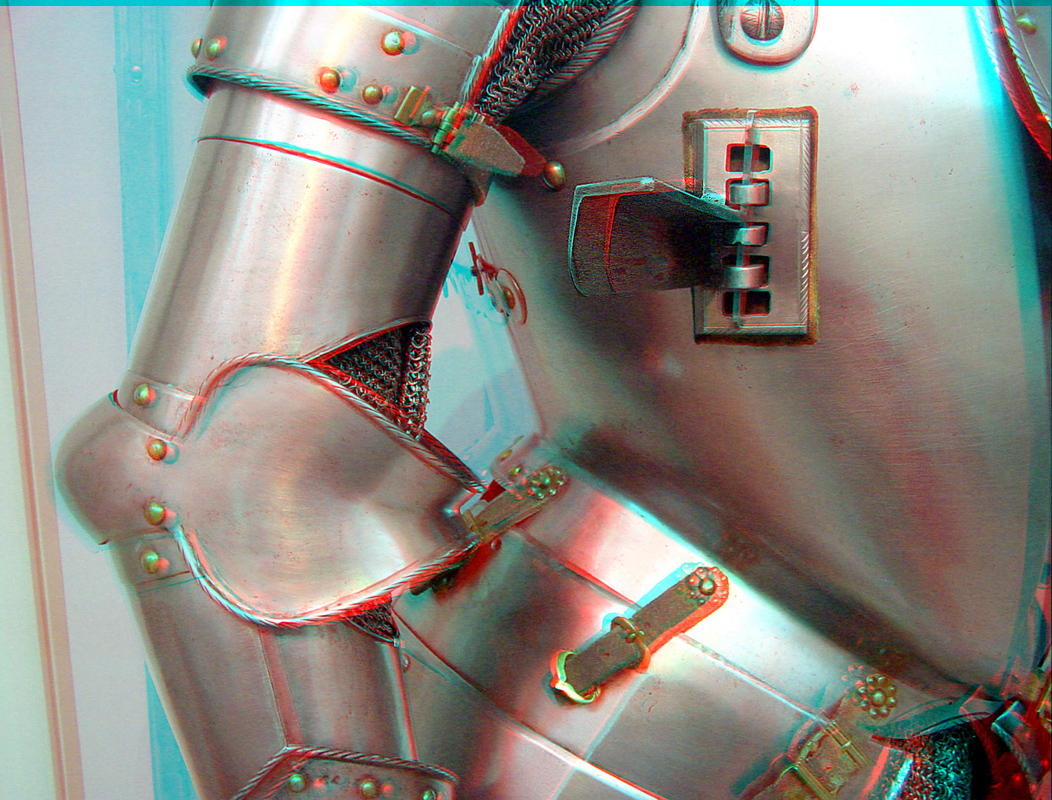
Image anaglyphique montrant la cubitière et ses oreillons, à l'articulation du brassard d'arrière-bras et du brassard d'avant-bras.

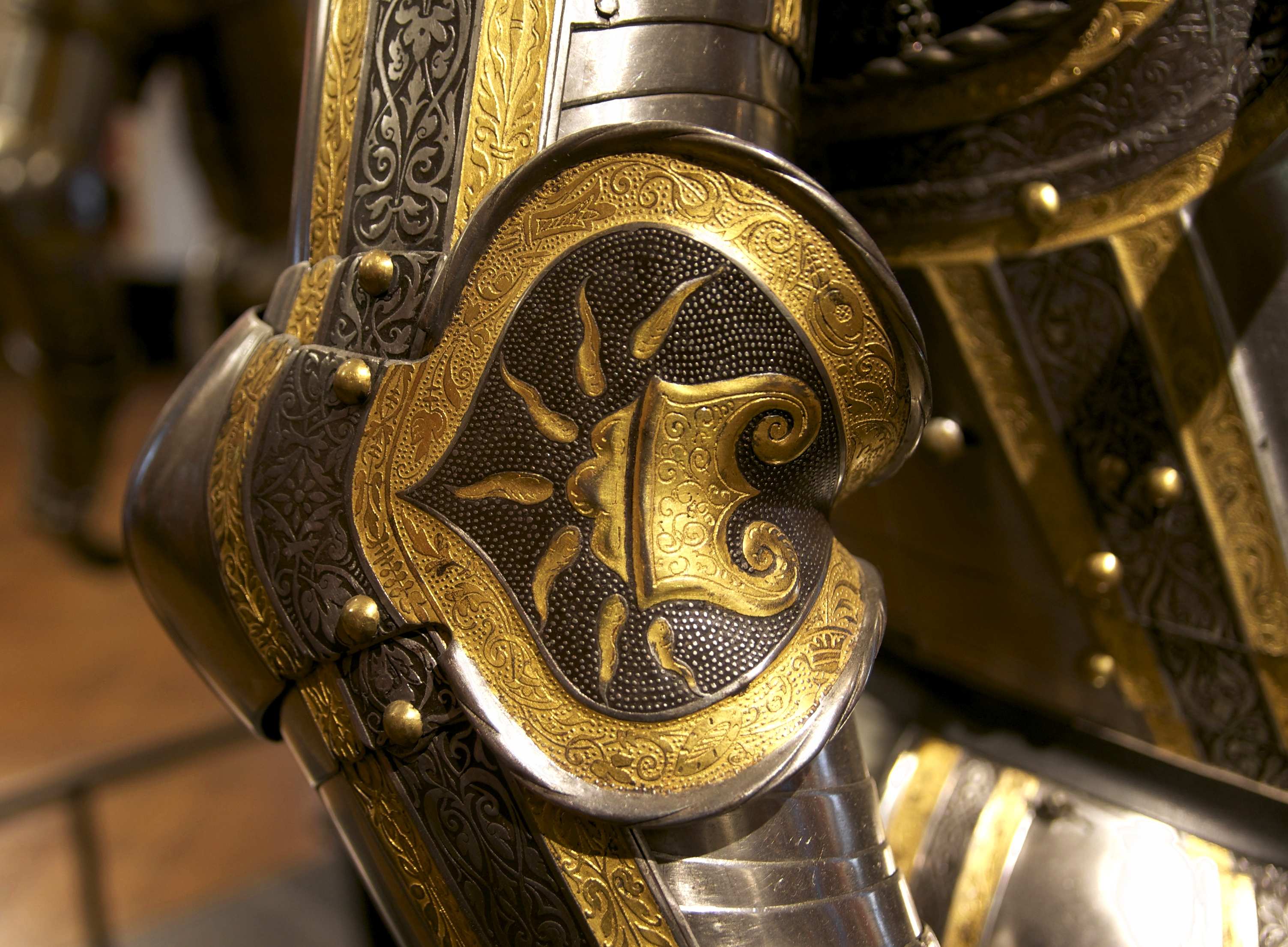
La cubitière d'une armure de parade impériale, Kunsthistorisches Museum, Vienne, Autriche

La cubitière est une des pièces constitutives de l'armure, dont le but est la protection du coude.
Ce faisant, la cubitière relie le brassard d'arrière-bras et le brassard d'avant-bras : ce sont des sortes de tuyaux métalliques qui protègent respectivement l'arrière-bras (le haut du bras, ou bras au sens strict) et l'avant-bras, et dont la cubitière forme l'articulation.  
On appelle également la cubitière « garde-bras », dont dérive le « grand garde-bras », pièce des armures de joute.

## Fonctionnement, en liaison avec l'arrière-bras
Le but de la cubitière est de permettre au bras de se plier. Mais il faut aussi que celui-ci puisse tourner sur lui-même. Pour cela, le brassard (ou « canon ») d'« arrière-bras » est constitué en réalité de deux parties, l'une fixe, et l'autre mobile, dont la bordure fait saillie pour entrer dans la gorge dont est équipée la partie fixe, ce qui solidarise les deux pièces tout en permettant la rotation du bras.

## Variantes
La forme de la cubitière a beaucoup évolué avec le temps, ce qui permet d'en déterminer l'époque par l'examen :
- La cubitière apparait dès le XIIIe siècle, sous sa forme la plus primitive : ce n'est alors en effet qu'une simple protection du coude, sorte de cône de fer attaché par des sangles. Ce n'est qu'au XIVe siècle que l'on commence à voir apparaître des cubitières assurant également au coude une protection latérale[2].
- Dès la fin du XIVe siècle, la cubitière prend la forme pointue qui sera la sienne au siècle suivant[3] ;
- Au XVe siècle : la cubitière, toujours très simple, est en pointe ;
- Lorsqu'arrive la fin du XVe siècle, la cubitière est équipée de grands « ailerons », ou « oreillons »[4] ;
- Au XVIe siècle : les ailerons ont sensiblement diminué de taille, et la cubitière fait appel à des lames articulées[1] ;
- Enfin, sous Louis XIII, lorsque l'armure voit arriver les derniers temps de son utilisation, les ailerons sont réduits à leur plus simple expression, et le brassard d'avant-bras est constitué de lames à recouvrement[1].

Certaines cubitières avaient même une partie saillante équipée d'un dard.

## Oreillons de cubitière
Appelés également « ailerons », ou encore « goussets », les oreillons de cubitière sont une pièce essentielle, puisqu'elle assure la protection latérale du coude. La taille des oreillons vise à assurer cette protection en toutes circonstances, que le bras soit plié ou non. 
Cette taille a varié dans le temps, contribuant à aider à la datation des cubitières. 
Les oreillons de cubitière ont pu prendre des formes qui n'étaient pas déterminées que par leur fonctionnalité, puisque certains oreillons étaient, par exemple, trilobés.